# تفجيرات مدينة الصدر فبراير 2016
تفجيرات مدينة الصدر هي مجموعة من التفجيرات التي وقعت في 28 فبراير 2016، في مدينة الصدر، إحدى ضواحي محافظة بغداد الجنوبية.

## وقائع التفجيرات
انفجرت قنبلتان في سوق مزدحم لبيع الهواتف المحمولة في منطقة تُعتبر ذات أغلبية شيعية. مما أدى إلى مقتل ما لا يقل عن 70 شخصًا وإصابة 60 آخرين. وقد نفذ الهجوم انتحاريون كانوا يقودون دراجات نارية، حيث اقتحموا الحشود وسط السوق، مما أدى إلى وقوع عدد كبير من الضحايا.